# حس عددي
في علم النفس، يشير مصطلح الحس العددي إلى الفرضية التي تفيد بأن بعض الحيوانات، ولا سيما البشر، يمتلكون قدرة بيولوجية محددة تسمح لهم بتمثيل ومعالجة كميات عددية كبيرة. تم نشر هذا المصطلح بواسطة ستانيسلاس ديهان ‏ في كتابه لعام 1997 "الحس العددي"، لكن تم تسميته في الأصل من قبل الرياضي توبياس دانتزغ في نصه لعام 1930 الرقم: لغة العلم ‏.
يعتقد علماء النفس أن الحس العددي لدى البشر يمكن تفريقه إلى النظام العددي التقريبي ‏، وهو نظام يدعم تقدير المقادير، ونظام الفردية المتوازية ‏، الذي يسمح بتتبع الكائنات الفردية، عادةً للكميات التي تقل عن 4.
هناك أيضًا بعض الاختلافات في كيفية تعريف الحس العددي في الرياضيات والاستعراف. على سبيل المثال، يقول جيرستن وتشارد أن الحس العددي "يشير إلى سلاسة ومرونة الطفل مع الأرقام، والإحساس بما تعنيه الأرقام وقدرته على أداء الرياضيات الذهنية والنظر إلى العالم وإجراء المقارنات".
في الحيوانات غير البشرية، لا يُعتبر الحس العددي القدرة على العد، بل القدرة على إدراك التغيرات في عدد الأشياء في مجموعة ما. جميع الثدييات، ومعظم الطيور، ستلاحظ إذا حدث تغيير في عدد صغارها القريبين منها. العديد من الطيور يمكنها التمييز بين العددين اثنين وثلاثة.
يعتبر الباحثون أن الحس العددي ذو أهمية كبيرة للأطفال في مرحلة تعليم أساسي، وقد جعل مجلس معلمي الرياضيات الوطني الحس العددي مجالًا مركزيًا في تعليم الرياضيات من مرحلة ما قبل الروضة حتى الصف الثاني. ومن المجالات البحثية النشطة تطوير واختبار استراتيجيات تعليمية لتطوير الحس العددي لدى الأطفال. كما يشير الحس العددي أيضًا إلى المسابقة التي ينظمها رابطة الجامعات المدرسية ‏. هذه المسابقة هي اختبار مدته عشر دقائق حيث يقوم المتسابقون بحل مسائل رياضيات ذهنيًا—لا يُسمح باستخدام الآلات الحاسبة أو العمل بخطوط أو محو الإجابات.

## المفاهيم المرتبطة بالحس العددي
يشمل مصطلح الحس العددي عدة مفاهيم منها المقدار، والترتيب، والمتباينة، والقياس، والتدوير، والنسبة المئوية، والتقدير، بما في ذلك:
- التقدير باستخدام الأعداد الكبيرة لتوفير تقريبات معقولة؛
- الحكم على درجة الدقة المناسبة للموقف؛
- فهم المعنى الخفي للأرقام من خلال التفكير التحليلي والنقدي (على سبيل المثال، الاقتصاد العجيب[10])؛
- التقريب (فهم أسباب التقريب للأعداد الكبيرة والقيود في المقارنات)؛
- اختيار وحدات القياس لتناسب المواقف المعطاة؛
- حل المشكلات الحياتية التي تشمل النسب المئوية والأجزاء العشرية؛
- مقارنة القياسات المادية ضمن وبين الولايات المتحدة ونظام متري؛
- مقارنة درجات الفهرنهايت ودرجة الحرارة المئوية في المواقف الحياتية.[9]

تُدرس هذه المفاهيم في التعليم الابتدائي.